# Championnat de Mongolie de football 2022-2023
Navigation
Saison précédente Saison suivante
La saison 2022-2023 du Championnat de Mongolie de football est la vingt-huitième édition de la National Premier League, le championnat de première division en Mongolie. Les dix équipes sont regroupées au sein d'une poule unique où elles s'affrontent trois fois. Le dernier du classement est relégué et remplacé par le champion de First League, la deuxième division nationale. Le neuvième dispute un barrage contre une équipe de deuxième division pour tenter de se maintenir.
BCH Lions qui devait être relégué sera repêcher avant la saison 2022-2023, le Athletic 220 FC s'étant retiré pour raisons financières.

Le FC Ulaanbaatar remporte le titre de champion cette saison après avoir terminé en tête du classement final.
Grâce à ce succès, le club se qualifie pour la Coupe de l'AFC 2023-2024.

## Les clubs participants
- Khaan Khuns-Erchim FC
- Khangarid
- Selenge Press Falcons
- FC Ulaanbaatar
- Deren FC
- Ulaanbaatar City FC
- BCH Lions
- Tuv Buganuud
- Khovd Club
- Khomromkhon - promu de D2

## Compétition
Le barème de points servant à établir le classement se décompose ainsi :
- Victoire : 3 points
- Match nul : 1 point
- Défaite : 0 point

### Classement
| Rang | Équipe                  | Pts  | J  | G  | N | P  | Bp  | Bc  | Diff |
| ---- | ----------------------- | ---- | -- | -- | - | -- | --- | --- | ---- |
| 1    | FC Ulaanbaatar          | 62-3 | 24 | 21 | 2 | 1  | 108 | 15  | +93  |
| 2    | Deren FC                | 48   | 24 | 15 | 3 | 6  | 76  | 29  | +47  |
| 3    | Selenge Press Falcons   | 46   | 24 | 14 | 4 | 6  | 68  | 29  | +39  |
| 4    | Khovd Club              | 42-6 | 24 | 15 | 3 | 6  | 86  | 37  | +49  |
| 5    | Tuv Buganuud            | 30-6 | 24 | 12 | 0 | 12 | 73  | 66  | +7   |
| 6    | Khangarid               | 23   | 24 | 7  | 2 | 15 | 43  | 96  | -53  |
| 7    | Khaan Khuns-Erchim FC T | 22-3 | 24 | 8  | 1 | 15 | 55  | 61  | -6   |
| 8    | Khomromkhon P           | 17   | 24 | 5  | 2 | 17 | 33  | 84  | -51  |
| 9    | BCH Lions               | 7    | 24 | 2  | 1 | 21 | 31  | 156 | -125 |
| 10   | Ulaanbaatar City FC     | 26-6 | 23 | 10 | 2 | 11 | 63  | 53  | +10  |

|  | Qualification pour la Coupe de l'AFC 2023-2024                                      |
|  | Barrage de relégation                                                               |
|  | Relégation en First League                                                          |
|  | T : Tenant du titre C : Vainqueur de la Coupe de Mongolie P : Promu de First League |

- Ulaanbaatar City FC a une pénalité de six points pour un problème de licence, le club se retire du championnat à trois journées de la fin, tous ses résultats seront annulés, le club se retrouve à la dernière place.
- Tuv Buganuud et Khovd Club ont une pénalité de six points pour un problème de licence.
- FC Ulaanbaatar et Khaan Khuns-Erchim FC ont une pénalité de trois points pour un problème de licence.

## Relégation
BCH Lions rencontre Bavarians un club de deuxième division pour le barrage de maintien. Le score cumulé sur les deux matchs sera de 6 à 5 en faveur des Bavarians qui montent en première division, BCH Lions est relégué.

## Bilan de la saison
| Championnat de Mongolie de football 2022-2023 |                                                 |
| Champion                                      | FC Ulaanbaatar (2e titre)                       |
| Qualifications continentales                  |                                                 |
| Coupe de l'AFC 2023-2024                      | FC Ulaanbaatar                                  |
| Promotions et relégations                     |                                                 |
| Promus en National Premier League             | Erdenes Ilch FC                                 |
| Promus en National Premier League             | Bavarians                                       |
| Relégués en First League                      | Ulaanbaatar City FC (Retrait de la compétition) |
| Relégués en First League                      | BCH Lions                                       |